# Strzyża (Bach)
Die Strzyża (deutsch Strießbach, kaschubisch Strzëżô) ist ein Bach in Danzig (Gdańsk) in der polnischen Woiwodschaft Pommern. Der Bach ist der letzte Zufluss zur Martwa Wisła (Tote Weichsel) vor ihrer Mündung in die Danziger Bucht.

## Verlauf

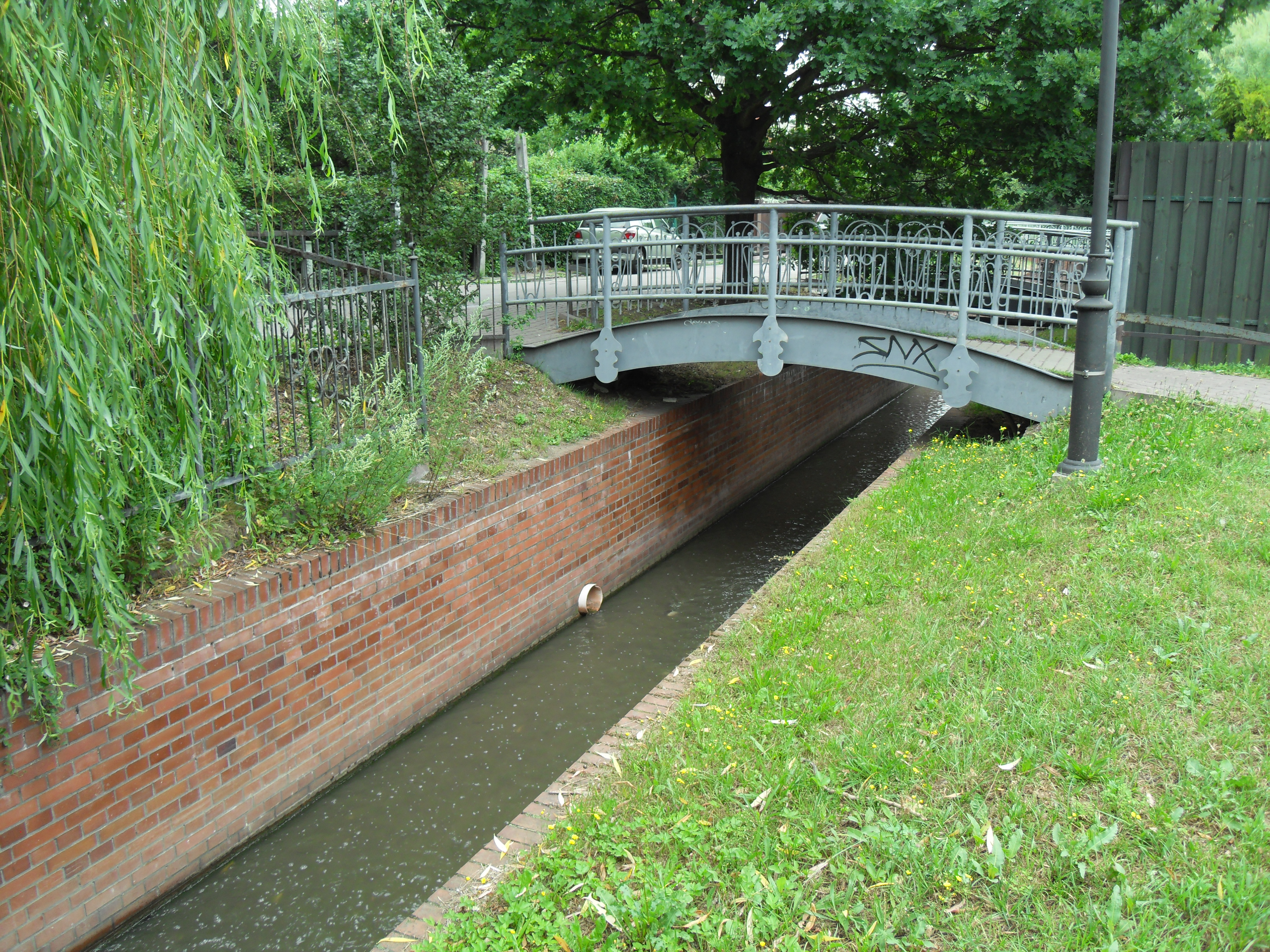
Park in Langfuhr

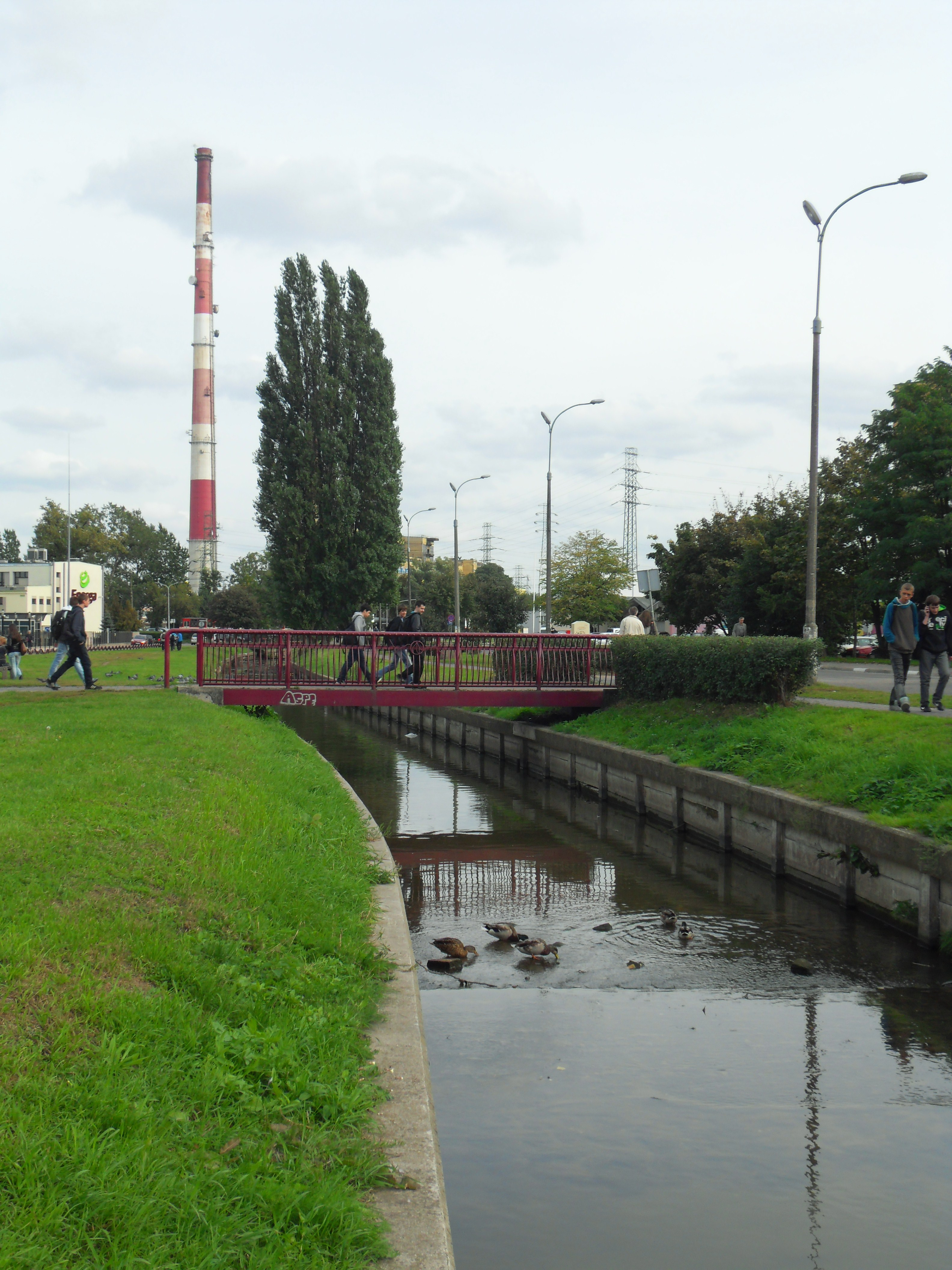
Strzyża unweit der Mündung

Die Strzyża entspringt in Kiełpinek (Klein Kelpin) im Danziger Stadtbezirk Jasień und verläuft in nördlicher Richtung, bevor er in Wrzeszcz (Langfuhr) nach Osten abbiegt und in Letnica (Lauenthal) in die Weichsel mündet. Ursprünglich wandte sich der Lauf abermals nach Norden und speiste vor Mündung in die Ostsee den Sasper See. Seit dem Ende des 19. Jahrhunderts wurde der Bach reguliert und meist in ein festes Bett verlegt, das einige Verkehrsflächen untertunnelt. In jüngerer Zeit wurden am Oberlauf Regenrückhaltebecken angelegt.
Die Länge der Strzyża beträgt 9,4 km (nach anderen Angaben 13,2 km), die Fläche des Einzugsgebiets 22 km². Der Höhenunterschied von der Quelle bis zur Mündung beträgt 130 Meter. Zuflüsse sind Potok Jaśkowy (Jäschkentaler Bach), Potok Królewski (Königstaler Bach) und zwei kleinere Bäche, der Kiełpineckiej und der Migowskiej Struga.

## Geschichte
Der Bach wurde erstmals 1247 als Wstrisza und 1283 als Stritza urkundlich erwähnt. Sein Name bedeutet „Fluss mit starken Strömung“. 1283 erhielt das Kloster Oliva das Eigentum an beiden Ufern des Bachs. Es errichtete mehrere Wassermühlen, Sägewerke und Hämmer am Stritza. So trieb er den Silberhammer an und speiste seit dem 16. Jahrhundert den Teich des Kleinen Hammers. Dieser war später Teich der Actien Brauerei und heißt seit 1945 Staw Browarny. Heute befindet sich in der Nähe der Park Kuźniczki (Kleinhammer Park).
Für lange Zeit bildete die Strzyża die Grenze zwischen Kloster und weltlichem Besitz. Von 1920 bis 1939 bildete der Strießbach auf einem Kilometer die Staatsgrenze zwischen Zweiter Polnischer Republik und der Freien Stadt Danzig.

### Namensgeber
Die Strzyża ist Namensgeber für den gleichnamigen Gdańsker Stadtbezirk, die Stadtteile Strzyża Górna (Hochstrieß), Strzyża Dolna (Legstrieß) und den Strzyska Góra (Strießberg).